# Jean Charignon
Antoine Jean Charignon (Aix-en-Provence, 5 de junho de 1905 - Grenoble, 24 de janeiro de 1977) foi um alpinista francês membro da primeira expedição francesa ao Karakoram no Himalaya em 1936.
Da expedição, que foi filmada por Marcel Ichac e deu origem ao filme  Karakoram, faziam parte Henry de Ségogne, Jean Charignon, Pierre Allain, Jean Carle, Jean Deudon, Marcel Ichac, Louis Neltner, Jacques Azémar e o médico Jean Arlaud.